# Muerte cruzada
En la política de Ecuador, «muerte cruzada» es el nombre comúnmente dado a un mecanismo que rige el proceso de destitución al presidente del Ecuador y la disolución de la Asamblea Nacional previsto en los artículos 130 y 148 de la Constitución de 2008.
El artículo 148 le otorga al presidente el poder de disolver la Asamblea Nacional, pero solo al precio de dar al electorado la oportunidad de destituir al presidente. El mecanismo requiere que se celebre una elección especial después de la disolución, en la que se elige un nuevo presidente y vicepresidente y una nueva Asamblea Nacional. Los candidatos elegidos, tanto para el poder ejecutivo como para el legislativo, cumplen el resto de los mandatos presidenciales y legislativos actuales. Luego se lleva a cabo una elección ordinaria por un período completo de cuatro años, de acuerdo con el calendario electoral normal.
El artículo 130 establece de manera similar en caso de un proceso de destitución exitoso contra el presidente: un presidente en funciones puede ser destituido de su cargo por dos tercios de los miembros de la Asamblea Nacional (92 votos de 137), pero si un presidente es destituido de esta manera, se deben realizar nuevas elecciones para elegir un nuevo presidente y una nueva Asamblea Nacional para cumplir el resto del mandato actual.
Así, el aspecto de «muerte cruzada» de las disposiciones surge de un elemento clave: «al disolver una rama del gobierno, la otra rama ofrece su propia continuidad en el cargo para que el electorado decida sobre ella: en otras palabras, las elecciones se convocan con respecto tanto del poder público destituido como del poder que solicitó la destitución».
La disposición de muerte cruzada se introdujo como un medio para evitar los períodos prolongados de parálisis política que habían caracterizado a Ecuador bajo constituciones anteriores. Se ha llamado tanto una «opción nuclear» como un plebiscito sobre el mandato del presidente. Una sentencia de septiembre de 2010 de la Corte Constitucional lo describió como «una herramienta de control y equilibrio que busca equilibrar una rama del gobierno contra otra».

## Texto constitucional
El artículo 148 de la Constitución de 2008 dispone lo siguiente:
La Presidenta o Presidente de la República podrá disolver la Asamblea Nacional cuando, a su juicio, ésta se hubiera arrogado funciones que no le competan constitucionalmente, previo dictamen favorable de la Corte Constitucional; o si de forma reiterada e injustificada obstruye la ejecución del Plan Nacional de Desarrollo, o por grave crisis política y conmoción interna. Esta facultad podrá ser ejercida por una sola vez en los tres primeros años de su mandato. En un plazo máximo de siete días después de la publicación del decreto de disolución, el Consejo Nacional Electoral convocará para una misma fecha a elecciones legislativas y presidenciales para el resto de los respectivos períodos. Hasta la instalación de la Asamblea Nacional, la Presidenta o Presidente de la República podrá, previo dictamen favorable de la Corte Constitucional, expedir decretos-leyes de urgencia económica, que podrán ser aprobados o derogados por el órgano legislativo.
El artículo 130 dice:
La Asamblea Nacional podrá destituir a la Presidenta o Presidente de la República en los siguientes casos: 1. Por arrogarse funciones que no le competan constitucionalmente, previo dictamen favorable de la Corte Constitucional. 2. Por grave crisis política y conmoción interna. En un plazo de setenta y dos horas, concluido el procedimiento establecido en la ley, la Asamblea Nacional resolverá motivadamente con base en las pruebas de descargo presentadas por la Presidenta o Presidente de la República. Para proceder a la destitución se requerirá el voto favorable de las dos terceras partes de los miembros de la Asamblea Nacional. De prosperar la destitución, la Vicepresidenta o Vicepresidente asumirá la Presidencia de la República. Esta facultad podrá ser ejercida por una sola vez durante el periodo legislativo, en los tres primeros años del mismo. En un plazo máximo de siete días después de la publicación de la resolución de destitución, el Consejo Nacional Electoral convocará para una misma fecha a elecciones legislativas y presidenciales anticipadas para el resto de los respectivos periodos. La instalación de la Asamblea Nacional y la posesión de la Presidenta o Presidente electo tendrá lugar de acuerdo con lo previsto en la Constitución, en la fecha determinada por el Consejo Nacional Electoral.

## Activación en 2023
La muerte cruzada fue activada por primera vez el 17 de mayo de 2023 por el presidente Guillermo Lasso después de que la Asamblea Nacional liderada por la oposición iniciara un proceso de destitución en su contra por cargos de presunto peculado. En el decreto que anuncia la medida, Lasso dijo que su decisión había estado motivada por la existencia de una «grave crisis política y convulsión interna».
Como resultado, se llevaron a cabo elecciones presidenciales y legislativas especiales en 2023, antes de la fecha prevista en 2025, y se anularon los procedimientos del proceso de destitución. Tanto Lasso como los miembros titulares de la Asamblea Nacional estuvieron habilitados para ser reelectos para completar el período constitucional; sin embargo, el 18 de mayo Lasso anunció que no se presentaría para las elecciones.